# Jens Engberg
Jens Engberg (født 7. april 1936 i Rudkøbing, død 13. marts 2024) var en dansk historiker, som 1976-2006 var professor ved Aarhus Universitet.
Engberg blev student fra Maribo Gymnasium i 1955 og mag. art. ved Københavns Universitet i 1965, studerede ved London School of Economics i perioden 1965-67 og blev dr. phil. ved Aarhus Universitet i 1968. Hans første værker omhandlede politisk historie og administrationshistorie i 1600-tallet, men med værket Dansk guldalder eller oprøret i Tugt- rasp- og forbedringshuset i 1817 (1973) ændrede han fokus i retning af den danske arbejderbevægelses historie i 1800- og 1900-tallet. Hans værker rummer en udtalt sympati for de samfundsgrupper, han opfatter som "proletariatet", og Engberg var en afgørende skikkelse i marxismens dominans på Aarhus Universitet i 1970'erne.
I 1990'erne og 2000'erne skrev han især om dansk kulturpolitik, som han også præsenterede i et klassekampsperspektiv, fx i Magten og kulturen. Dansk kulturpolitik 1750-1900 (2005). I 2011 udkom Det daglige brød. Bønder og arbejdere 1650-1900, hvori Engberg analyserede de danske bønder og arbejderes slidsomme liv.
I 2006 blev hans bog Magten og kulturen. Dansk kulturpolitik 1750-1900 nr. 3 ved Dansk Historisk Fællesråd prisuddeling Årets historiske bog.